# Запара Геннадій Віталійович
Генна́дій Віта́лійович Запа́ра (24 жовтня 1972, Лиман — 19 жовтня 2014, Сміле) — молодший сержант Збройних сил України, 24-та окрема механізована бригада.

## Життєпис
Народився в місті Красний Лиман (нині — Лиман), де й здобув середню освіту. Пройшов строкову службу у Збройних Силах України.
1991 року одружився та переїхав у село Іспас Вижницького району.
12 червня 2014 року мобілізований до лав Збройних сил України.
19 жовтня 2014 року загинув при спробі прорватися до оточеного блокпоста № 32 на трасі «Бахмутка». Певний час його вважали зниклим безвісти.
Вдома лишилися батьки, брат, доньки Каріна й Кароліна.
Похований у місті Лиман.
Воїни з 24-ї механізованої бригади

## Нагороди
31 жовтня 2014 року за особисту мужність і героїзм, виявлені у захисті державного суверенітету та територіальної цілісності України, вірність військовій присязі під час російсько-української війни, відзначений — нагороджений орденом «За мужність» III ступеня (посмертно).